# Майорщинский сельский совет (Гребёнковский район)
Майорщинский сельский совет (укр. Майорщинська сільська рада) — входит в состав
Гребёнковского района Полтавской области Украины.
Административный центр сельского совета находится в с. Майорщина.

## Населённые пункты совета
- с. Майорщина
- с. Слепород-Ивановка